# Batrachedra trimeris
Batrachedra trimeris là một loài bướm đêm thuộc họ Blastobasidae. Nó được tìm thấy ở Úc.